# Пименов, Степан Степанович
Степа́н Степа́нович Пи́менов (15 [26] января 1784, Санкт-Петербург — 22 марта [3 апреля] 1833, там же) — скульптор русского классицизма, вместе с В. И. Демут-Малиновским участвовал в создании монументально-декоративной скульптуры главных архитектурных ансамблей исторического центра Санкт-Петербурга. Академик и профессор Императорской Академии художеств.

## Биография
Степан Пименов родился 15 (26) января 1784 года в Санкт-Петербурге  в семье служащего. Его отец — Степан Афанасьевич имел чин губернского секретаря. В 1795 году Пименова приняли в число воспитанников Императорской Академии художеств. Согласно действовавшему уставу, все воспитанники Академии разделялись на пять возрастов. Мальчик был зачислен прямо во второй возраст, что позволило ему относительно быстро окончить Академию. Будущий скульптор учился у М. И. Козловского и И. П. Прокофьева. Степан вскоре выделился среди товарищей незаурядными способностями. Неоднократно получал за свои успехи медали: в 1801 году — большую серебряную медаль «за лепление с натуры», в 1802 году — малую золотую медаль за барельефную композицию «Юпитер и Меркурий, посещающие в виде странников Филемона и Бавкиду». Осенью 1803 года, награждённый большой золотой медалью за выполненную программу «Умерщвление двух варягов-христиан, отказавшихся поклониться Перуну», Пименов окончил академический курс, получив при выпуске аттестат первой степени, шпагу и звание художника XIV класса.

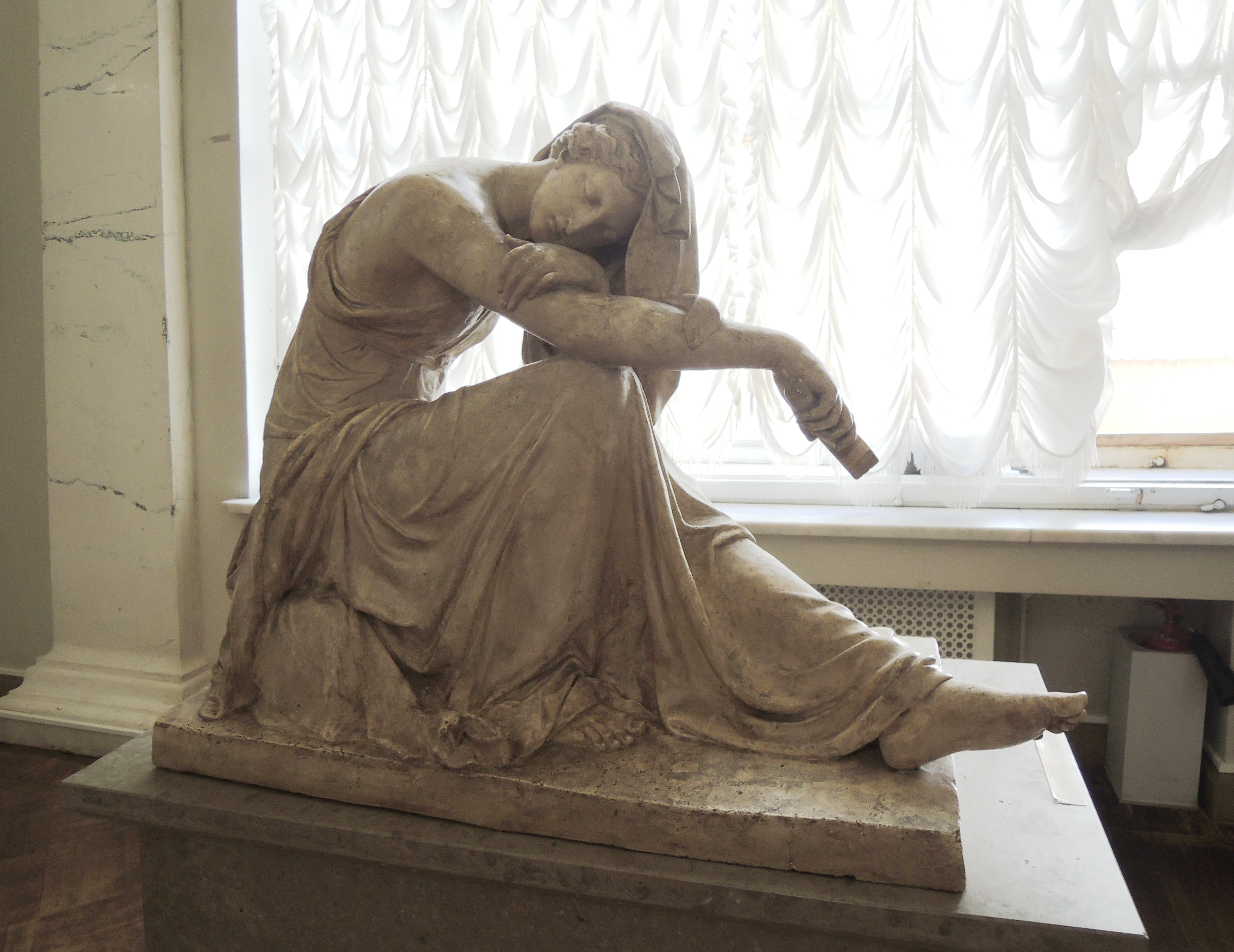
Проект надгробия скульптору М. И. Козловскому. 1802—1803. Гипс. Государственный Русский музей, Санкт-Петербург

Академические полномочия Пименова давали ему право путешествовать и жить за границей, но из-за международных потрясений наполеоновских войн он не воспользовался такой возможностью и провёл всю свою жизнь в России. В 1807 году получил звание академика. В 1809—1830 годах преподавал в скульптурном классе Императорской Академии художеств. Преподавательская деятельность Пименова в Академии художеств успешно продолжалась много лет, но в 1830 году он был уволен по личному распоряжению императора Николая I.
В 1809—1830 годах заведовал скульптурной частью Императорского фарфорового завода, по его моделям изготовляли вазы, большие фарфоровые сервизы и статуэтки. В сентябре 1814 года Пименову было присвоено звание профессора «по колоссальной статуе, представляющей Славу, и по прежним известным его работам», как сообщает краткая запись в журнале определений Совета Академии художеств.
Степан Степанович Пименов имел дочь и двое сыновей. Старший сын — Николай Степанович Пименов (1812—1864) вскоре после смерти отца окончил Академию художеств и стал известным скульптором, младший сын, Павел Степанович (1814—1860) стал архитектором.
Выдающийся скульптор скончался в возрасте сорока девяти лет 22 марта (3 апреля) 1833 года и был похоронен на Смоленском православном кладбище. В 1936 году останки С. С. и Н. С. Пименовых были перезахоронены в Александро-Невской лавре на Тихвинском кладбище — Некрополе мастеров искусств. В 1939 году двум Пименовым было поставлено гранитное надгробие.

## Творчество
В 1802 году, ещё будучи учащимся, Степан Пименов принял участие в конкурсе на создание надгробия для своего наставника, скульптора М. И. Козловского. Конкурс выиграл проект В. И. Демут-Малиновского, с которым у Пименова будет сотрудничество и дружеское соперничество на долгие годы. Пименов получил второе место и его модель памятника из гипса хранится в Русском музее. В 1815 году Пименов участвовал в создании монументально-декоративной скульптуры для здания Главного Адмиралтейства, спроектированного А. Д. Захаровым. Скульптором создана часть статуй для внешнего оформления центральной башни, однако основную работу в этом проекте осуществляли по рисункам архитектора Ф. Ф. Щедрин, И. И. Теребенёв и В. И. Демут-Малиновский.
В 1809—1811 годах по модели Пименова была вытесана из пудостского камня скульптурная группа «Геракл, побеждающий Антея», установленная перед главным фасадом здания Горного института, возведённого на набережной Невы в стиле раннего «александровского классицизма» по проекту архитектора А. Н. Воронихина. Симметричную группу «Похищение Прозерпины» создал В. И. Демут-Малиновский. Обе группы, сделанные подчёркнуто архаично, даже грубо в деталях, подчёркивают «силу земли» соответственно функции здания и его архитектуры, наподобие, как писал архитектор, «древней колоннады пестумского храма».
В 1807 году Пименов принял участие в осуществлении проекта Воронихина по строительству кафедрального Казанского собора в Санкт-Петербурге, изготовив модели двух бронзовых статуй, предназначенных для ниш северного портика собора: князей Владимира Великого и Александра Невского. Две других фигуры изготовлены по моделям И. П. Мартоса (Св. Иоанн Креститель) и В. И. Демут-Малиновского, И. П. Прокофьева, А. А. Анисимова (Св. Андрей Первозванный). Пименов изобразил князя Владимира воинственным и мужественным предводителем, попирающим языческий алтарь с мечом в одной руке и деревянным крестом в другой. После успешного выполнения этой работы Пименову было поручено создать для собора статую Александра Невского, которая вначале была поручена Феодосию Щедрину. Пименов завершил вторую статую в 1811 году, изобразив Александра Невского после победы, опускающего щит, снимающего доспехи и обращающегося к небу. При освящении Казанского собора в 1811 году Пименов был награждён за свою работу бриллиантовым перстнем. Академия именно за скульптуру Владимира Великого избрала его академиком в 1807 году.
В 1819—1820 годах Пименов совместно со скульпторами И. П. Мартосом, В. И. Демут-Малиновским и И. П. Прокофьевым работал над созданием больших гипсовых горельефов, предназначенных для помещения под сводами потолка вновь построенной чугунной лестницы в здании Академии художеств, где он выполнил аллегорическую композицию «Живопись». Восточный купольный зал, или «Зал муз» (проект архитектора К. А. Тона), также оформлен барельефами и десюдепортами работы Пименова.
Выполненное Пименовым скульптурное оформление ряда выдающихся архитектурных сооружений, построенных К. И. Росси в Петербурге, относится к числу наиболее значительных произведений монументально-декоративной скульптуры города на Неве. Среди них: cкульптуры молодого и старого воинов, а также барельефы павильонов Аничкова дворца (1817—1818), статуи Платона и Гомера на фасаде здания Императорской публичной библиотеки (1831—1832), копии с античных статуй Кухонный корпус Елагиноостровского дворца (1822).
К числу лучших совместных произведений С. С. Пименова и В. И. Демут-Малиновского принадлежат статуи воинов в нишах арки и скульптурная группа на аттике Здания Главного штаба, оформляющей въезд на Дворцовую площадь, проект К. И. Росси (1819—1829): выдающийся памятник «русского ампира». На аттике арки — колесница богини Виктории, которая держит в одной руке венок победы, а в другой — лабарум (воинский знак) с российским двуглавым орлом. Колесница из выколотной меди на чугунном каркасе запряжена шестёркой лошадей, крайних ведут под уздцы римские воины.
Близкая композиция: бронзовая квадрига Аполлона, венчающая главный фасад Александринского театра, символизирующая триумф русского искусства, выполненная Пименовым по рисунку Росси. В центре аттика главного фасада — летящие фигуры Слав и лавровый венок в центре, в нишах — фигуры муз Талии и Мельпомены (музы комедии и трагедии, работа А. Трискорни), фриз украшен театральными масками (скульпторы С. С. Пименов, В. И. Демут-Малиновский, П. Трискони; 1831—1832).
Пименовым создана фигура Славы триумфальной колесницы Нарвских триумфальных ворот и фигуры воинов (С. С. Пименов и В. И. Демут-Малиновский) из выколотной меди.

## Галерея

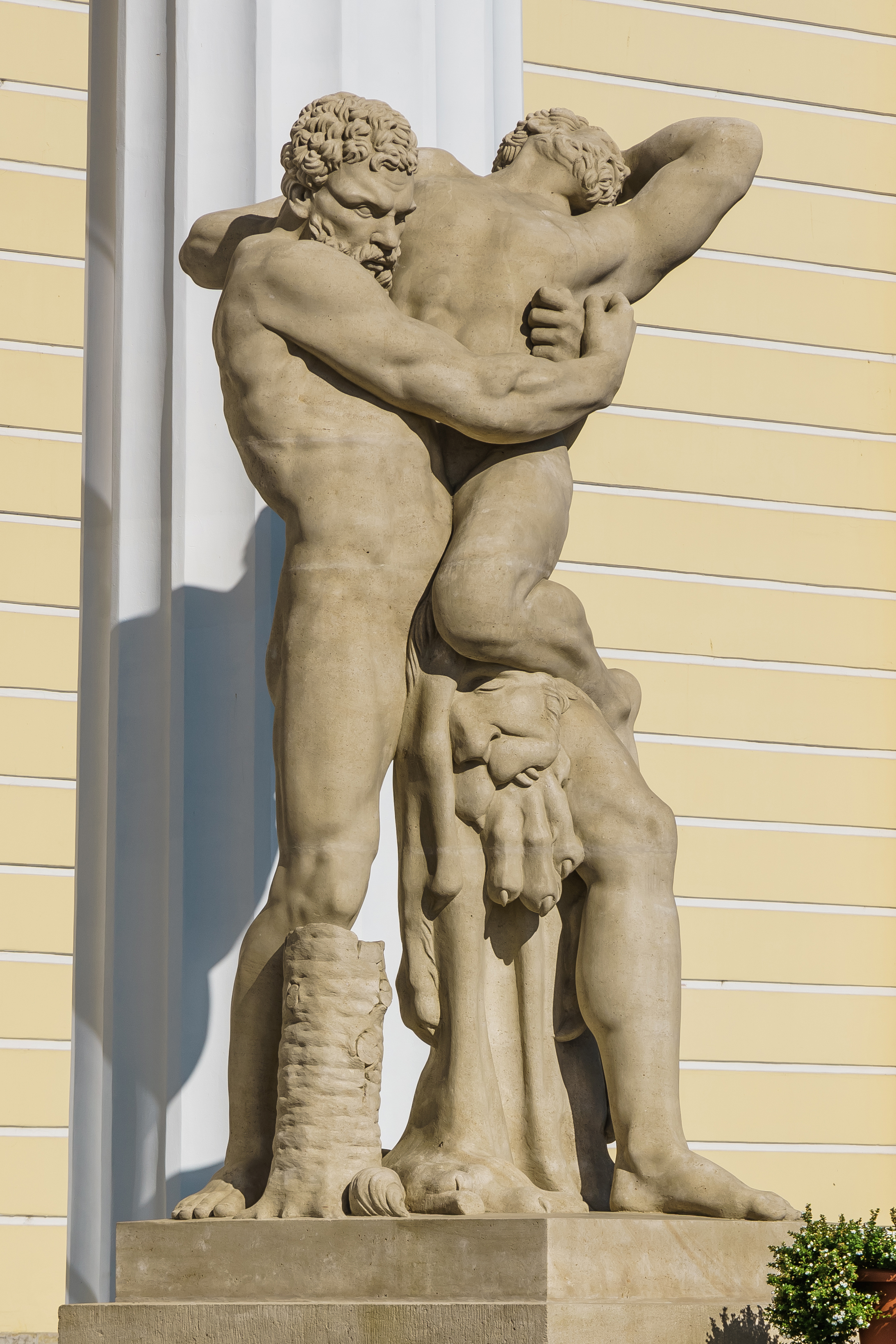
Геракл, побеждающий Антея. Скульптурная группа перед фасадом здания Горного института, Санкт-Петербург. 1809—1811. Пудостский камень
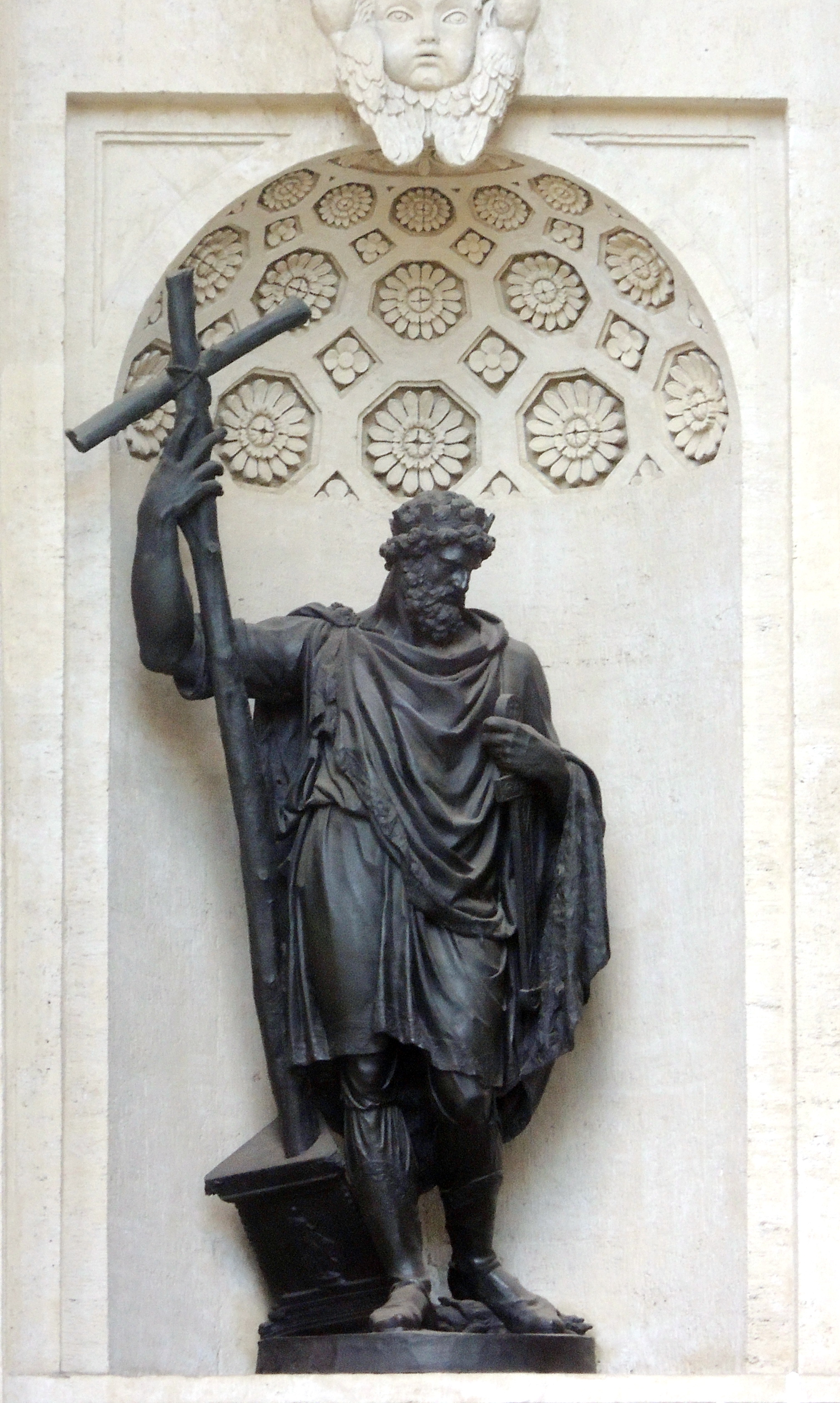
Статуя Святого Равноапостольного князя Владимира. 1807. Бронза. Казанский собор
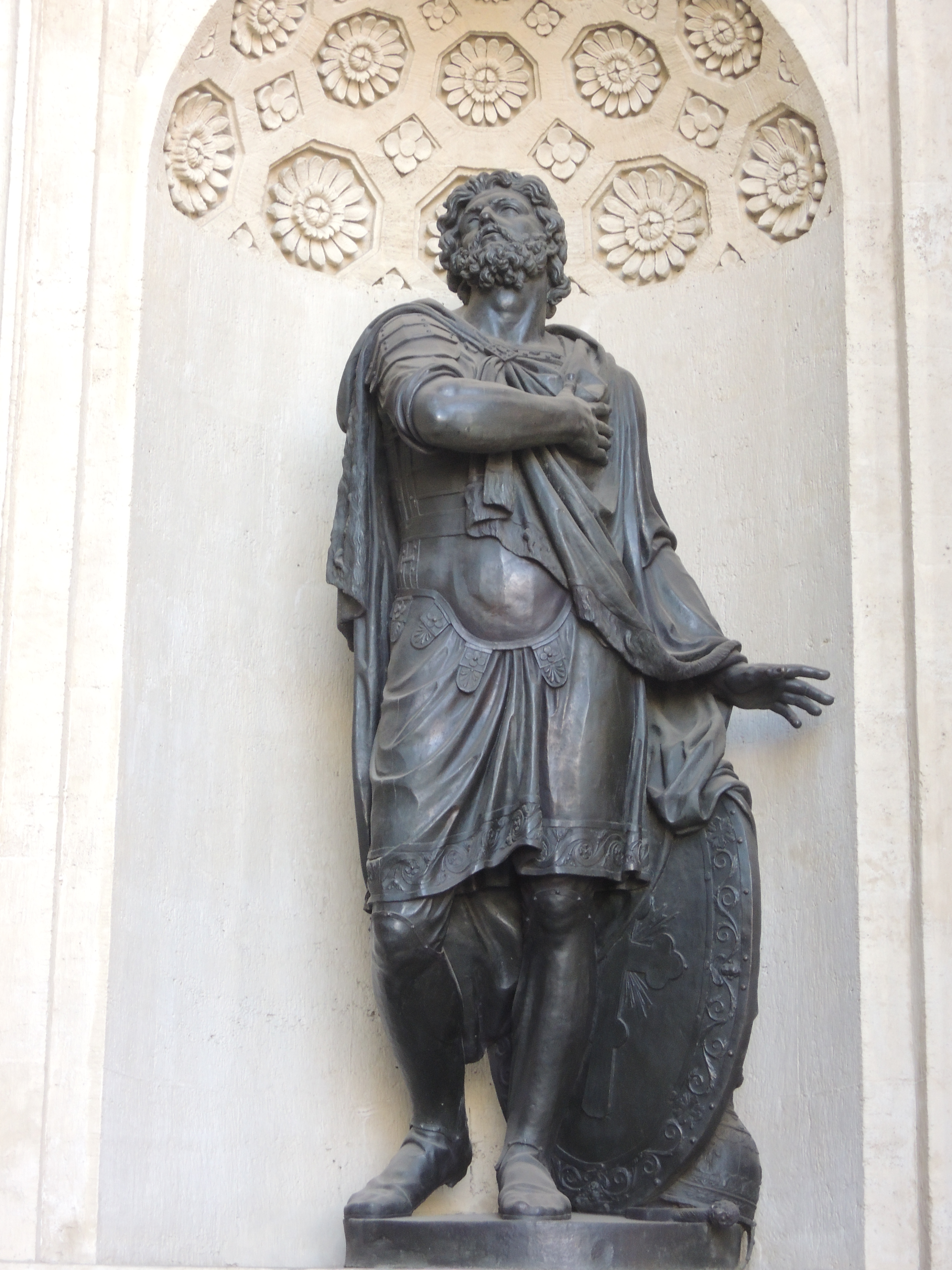
Статуя Святого князя Александра Невского. 1811. Бронза. Казанский собор
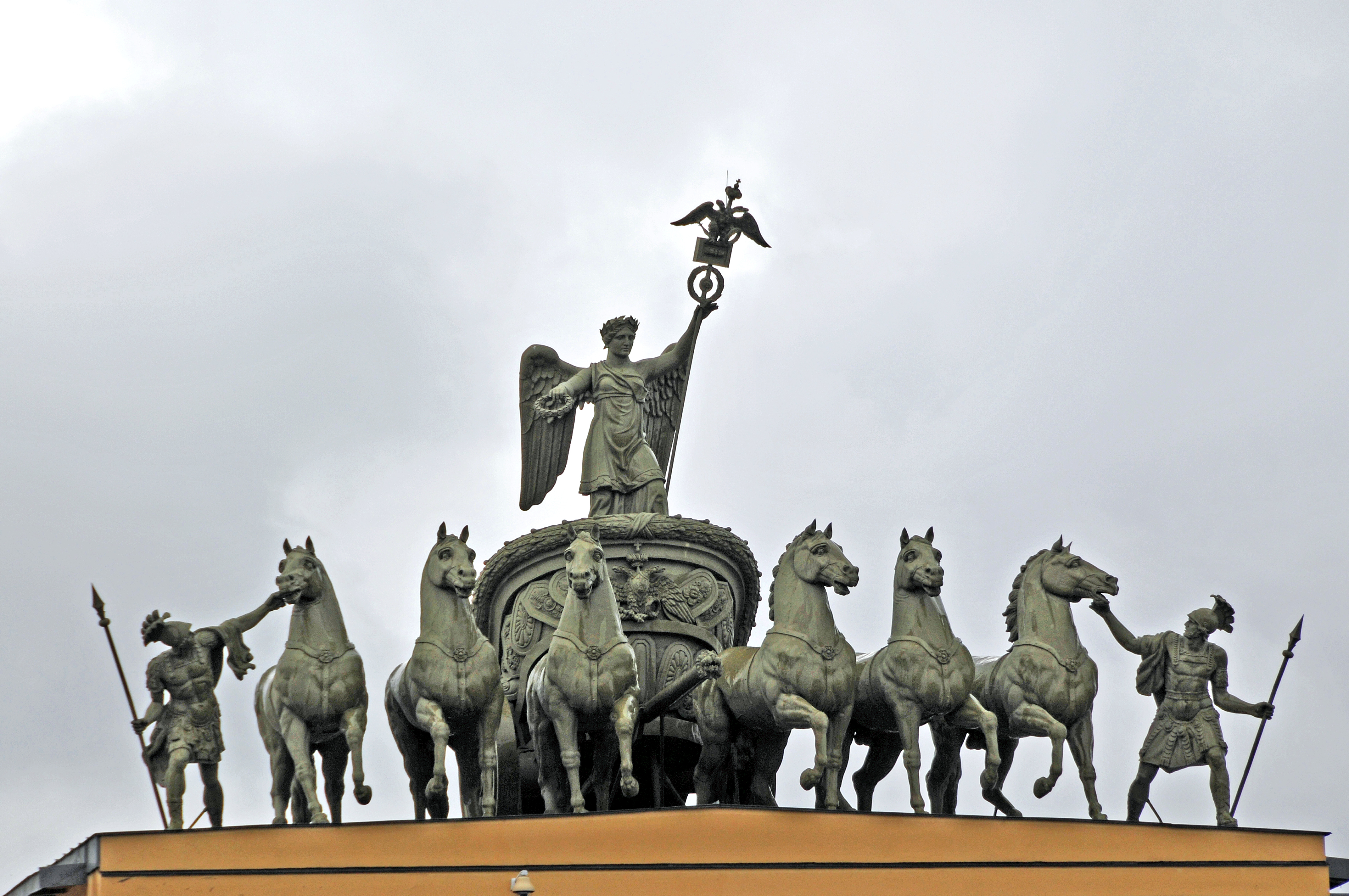
Колесница богини Виктории на аттике арки здания Главного штаба. 1827. Выколотная медь. Проект К. И. Росси
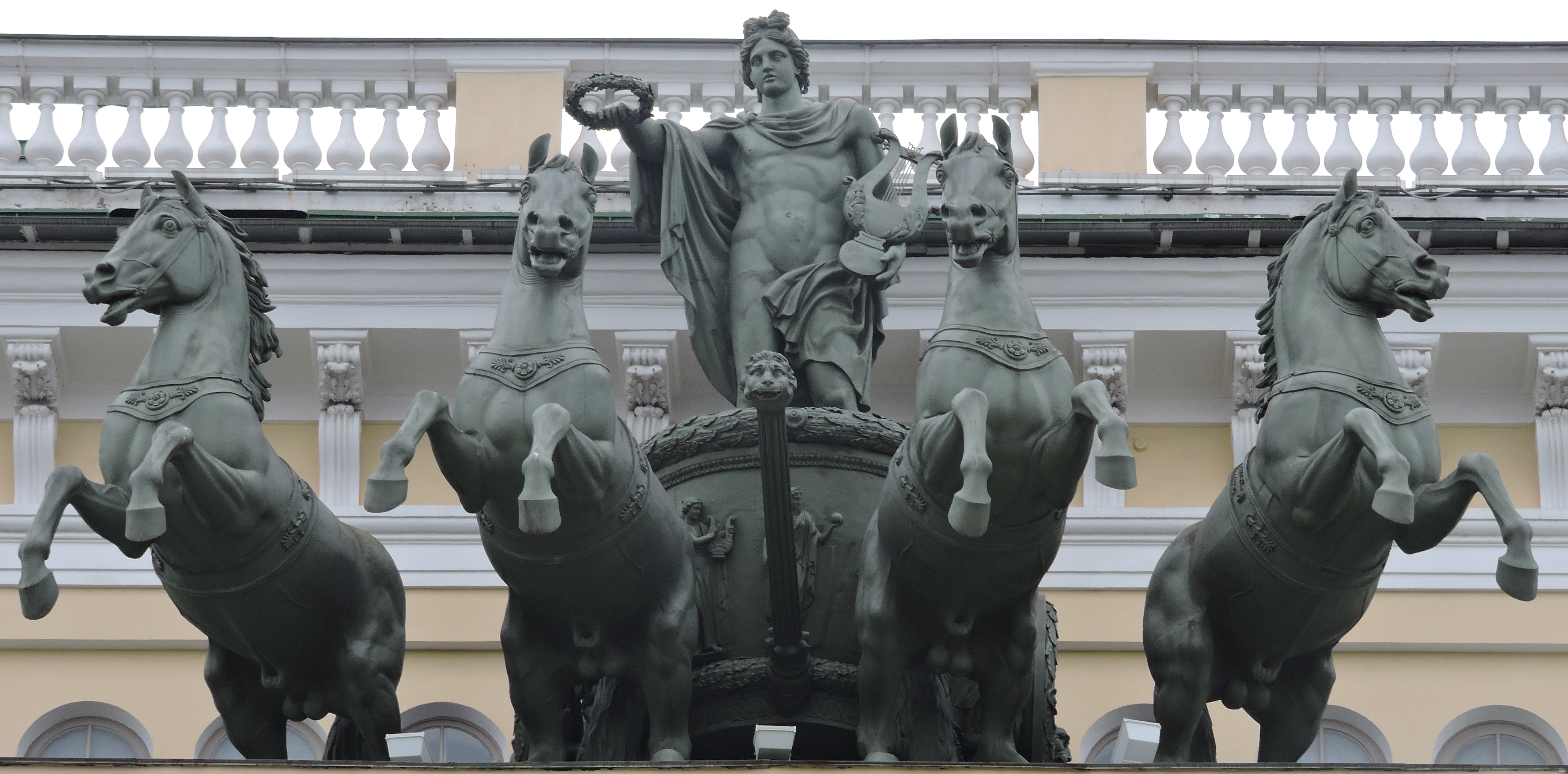
Квадрига Аполлона Александринского театра. 1831—1832. Выколотная медь. Архитектор К. И. Росси
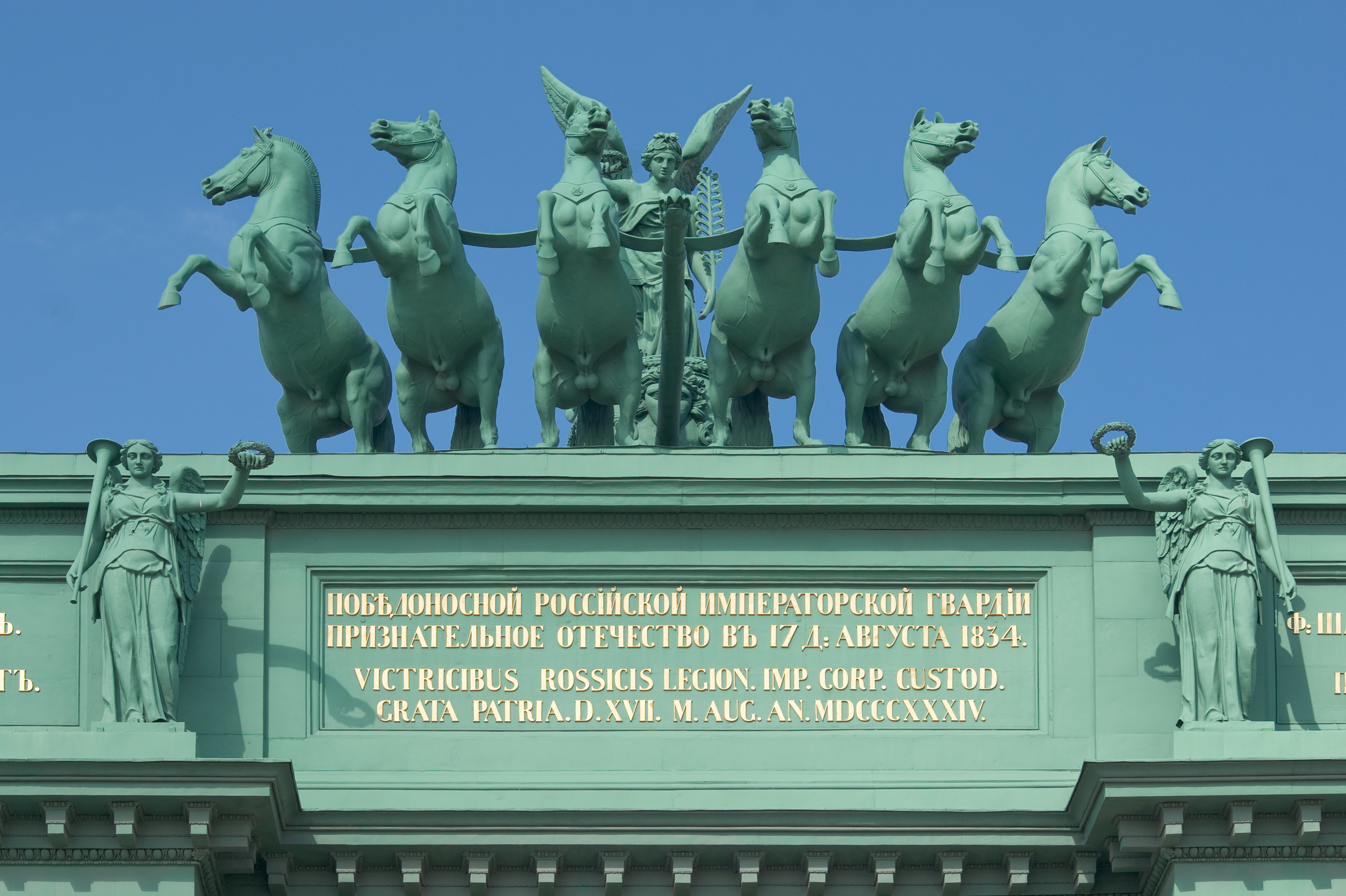
Колесница Нарвских триумфальных ворот. 1827—1834. Выколотная медь. Архитектор В. П. Стасов

Наряду с М. И. Козловским, И. П. Мартосом и Ф. Г. Гордеевым Пименов считается одним из создателей в России жанра классицистического скульптурного надгробия.
С 1806 года архитекторы александровского классицизма А. Н. Воронихин и Ж.-Ф. Тома де Томон сотрудничали с Императорским фарфоровым заводом в Санкт-Петербурге. Скульптурные детали в проектах ваз петербургских архитекторов выполнял С. С. Пименов. С 1809 года он руководил модельной мастерской завода. С именем Пименова связан шедевр в искусстве русского фарфора — Гурьевский сервиз (заказанный в 1809 году графом Д. А. Гурьевым, в то время директором завода, для Императорского Кабинета). Большой столовый сервиз был рассчитан на 50 кувертов (сохранилось около 820 предметов). Сервиз создавали в период национального романтизма и вначале он именовался «русским». Скульптурную часть выполнял главный модельмейстер Пименов, живописную на тему «Народы России» — А. Адам с помощниками, заканчивал с 1813 года Ж.-Ф. Свебах.
Опоры чаш, ваз, конфетниц Пименов сделал в виде мужских и женских фигур из позолоченного фарфора, по-академически антикизированных, но одел их в русские национальные костюмы (также он поступал при создании монументальных фигур русских воинов для Павильонов Аничкова дворца и Триумфальных ворот). В 1817 году в связи с работой над сервизом Пименов создал парные фигурки «Водоноски» (по мотивам картин А. Г. Венецианова) и «Разносчика фруктов» — "оригинальные и в то же время типичные произведения русского романтического классицизма первой трети XIX века. Cуществует несколько вариантов росписи этих фигур: «бланжевых» (телесного цвета), белых с золотой «доводкой» и полихромных.